# Dan Immerfall
Daniel James „Dan“ Immerfall (* 14. prosince 1955 Madison, Wisconsin) je bývalý americký rychlobruslař.
Na sprinterských světových šampionátech startoval od roku 1973, jeho největším úspěchem z následujících let byla stříbrná medaile z ročníku 1976, kromě toho skončil ještě na dalších třech šampionátech v první desítce. V roce 1976 se poprvé a naposledy zúčastnil Mistrovství světa juniorů (17. místo) a především Zimních olympijských her. V olympijském závodě na 500 m vybojoval bronzovou medaili, na dvojnásobné trati byl dvanáctý. Roku 1977 bez většího úspěchu (25. místo) startoval na Mistrovství světa ve víceboji. Na zimní olympiádě 1980 dokončil závod na 500 m na páté příčce. Sportovní kariéru ukončil po sezóně 1983/1984.